# Rebecca Brown Burton
Rebecca Brown Burton (nacida el 14 de febrero de 1940 en Salt Lake City, Utah, Estados Unidos) es una popular escritora estadounidense. Ha escrito más de 75 novelas románticas usando tanto su nombre de casada Rebecca Burton, como su nombre completo Rebecca Brown Burton, como el de Rebecca Winters, en este caso, para Harlequin Enterprises Ltd.

## Biografía
Rebecca nació el 14 de febrero de 1940 en Salt Lake City, Utah, EE. UU. Es la hija del Dr. John Zimmerman Brown, Jr. y Kathryn Ormsby Hyde. Estudió en Lausana, Suiza. Es madre de cuatro hijos, Wilford, John, Dominique Jessop y Maxim, y vive en Salt Lake City, Utah.

### Como Rebecca Burton

#### Novelas
- By Love Divided (1978)
- The Loving Season (1979)

### Como Rebecca Brown Burton

#### Novelas
- To Love Again (1987)

### Como Rebecca Winters

#### Novelas
- Fully Involved (1990)
- The Story Princess (1990)
- Rites of Love (1991)
- Blackie's Woman (1991)
- Rescued Heart (1991)
- The Marriage Bracelet (1992)
- Both of Them (1992)
- Meant for Each Other (1992)
- Hero on the Loose (1993)
- The Nutcracker Prince (1994)
- The Baby Business (1995)
- A Man for All Time (1995)
- Return to Sender (1995)
- The Wrong Twin (1995)
- The Badlands Bride (1996)
- Not Without My Child (1996)
- Second - Best Wife (1996)
- Three Little Miracles (1996)
- Kit and the Cowboy (1996)
- Undercover Husband (1997)
- No Wife Required! (1997)
- Bride by Day (1997)
- Baby in a Million (1998)
- If He Could See Me Now (1999)
- Husband Potential (1999)
- The Faithful Bride (2000)
- The Unknown Sister (2000)
- Brides and Grooms (2000)
- Husband for a Year (2001)
- The Toddler's Tale (2001)
- Claiming His Baby (2001)
- The Forbidden Marriage (2001)
- The Bridegroom's Vow (2001)
- Italian Weddings (2001)
- The Baby Dilemma (2002)
- The Tycoon's Proposition (2002)
- Manhattan Merger (2003)
- The Frenchman's Bride (2003)
- Rafael's Convenient Proposal (2004)
- The Baby Proposal (2004)
- Husband by Request (2005)
- Their New-Found Family (2005)
- Father by Choice (2005)
- Having the Frenchman's Baby (2006)
- Meant-to-Be Marriage (2006)
- The Bride of Montefalco (2006)
- Matrimony with His Majesty (2007)
- The Lazaridis Marriage (2007)
- The Duke's Baby (2007)

#### Serie The Nevada Men
1. The Rancher and the Redhead (1993)
2. The Mermaid Wife (1994)
3. Bride of My Heart (1994)

#### Serie The Mediterranean Dads
1. The Italian Tycoon and the Nanny (2008)
2. The Italian Playboy's Secret Son (2008)

#### Serie Strangers
1. Strangers When We Meet (1997)
2. Laura's Baby (1997)

#### Serie Taylor Family
1. Until There Was You (1998)
2. Deborah's Son (1998)

#### Serie Undercover Love
1. Undercover Baby (1999)
2. Undercover Bachelor (1999)
3. Undercover Fiancee (1999)

#### Bachelor Dads & Babies
1. The Billionaire and the Baby (2000)
2. His Very Own Baby (2000)
3. The Baby Discovery (2000)

#### Serie Count On A Cop
1. Accidentally Yours (2001)
2. My Private Detective (2001)
3. Beneath a Texas Sky (2002)
4. She's My Mom (2002)

#### Serie Twin Brides
1. Bride Fit for a Prince (2002)
2. Rush to the Altar (2003)

#### Serie Hawkins
1. Another Man's Wife (2003)
2. Home to Copper Mountain (2003)

#### Serie Single Father
1. Woman in Hiding (2004)
2. To Be a Mother (2004)

#### Serie The Husband Fund
1. To Catch a Groom (2004)
2. To Win His Heart (2004)
3. To Marry for Duty (2004)

#### Serie Lost & Found Daughter
1. The Daughter's Return (2005)
2. Somebody's Daughter (2006)

#### Antología en colaboración
- Blind to Love (1988) (con Connie Bennett y Emma Goldrick)
- Just Married (1993) (con Sandra Canfield, Muriel Jensen y Elise Title)
- Marry Me Again (1994) (con Michelle Reid) (Lost in Love / Fully Involved)
- Christmas Miracles (1996) (con Carole Mortimer y Betty Neels)
- Daddy For Christmas (1998) (con Pamela Browning y Jule McBride)
- Mistletoe Magic (1999) (con Betty Neels y Margaret Way)
- Amnesia (2000) (con Sandra Marton y Lee Wilkinson)
- Switched at the Altar (2001) (con Miranda Lee, Leigh Michaels y Susan Napier)
- Family Matters (2001) (con Sherry Lewis)
- His Majesty's Marriage (2002) (con Lucy Gordon) (The Prince's Choice / The King's Bride)
- A Child for Christmas (2003) (con Carole Mortimer y Jennifer Taylor)
- Coming Home for Christmas (2003) (con Helen Bianchin y Lucy Gordon)
- Coming Home (2004) (con Helen Bianchin y Lucy Gordon)
- Chocolate Fantasy / Frenchman's Bride (2004) (con Meryl Sawyer)
- All in a Day (2005) (con Jessica Hart y Carole Mortimer)
- Here Comes the Bride (2005) (con Jessica Hart)
- After the Midnight Hour / Truth or Consequences / Bachelor at Risk (2005) (con Diana Duncan y Linda Randall Wisdom)
- Christmas Proposals (2006) (with Marion Lennox y Carole Mortimer)
- To Mum, with Love (2006) (con Margaret Way)
- City Heat (2007) (con Helen Brooks y Catherine George)
- Bound by a Baby (2007) (con Catherine Spencer y Kate Walker)